# Ralf Speth

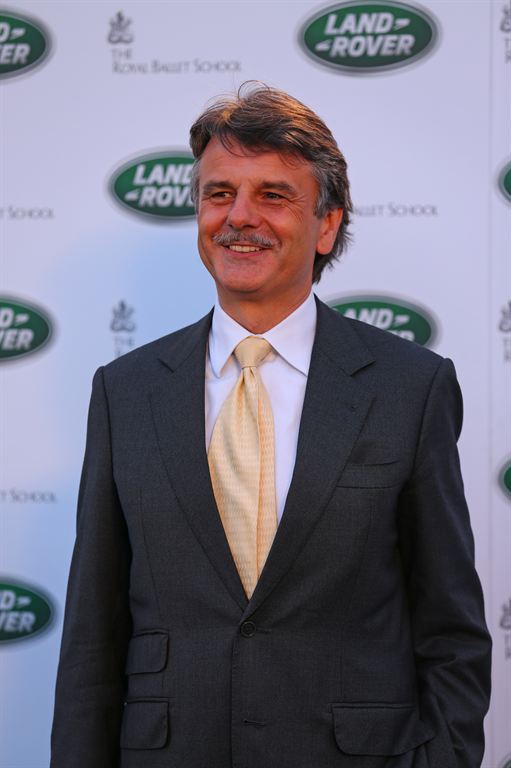
Ralf D. Speth, Geschäftsführer Jaguar Land Rover (2012)

Ralf Dieter Speth (* 9. September 1955 in Roth) ist ein deutscher Industriemanager. Er war bis 9. September 2020 CEO bei Jaguar Land Rover.

## Ausbildung
Speth absolvierte an der Hochschule für angewandte Wissenschaften Rosenheim den Studiengang zum Wirtschaftsingenieur. Er promovierte später an der Universität Warwick, Großbritannien, und erlangte den Doktorgrad in Mechanical Engineering and Business Administration.

## Karriere
Nach seinem Studium arbeitete Speth mehrere Jahre als Unternehmensberater, bevor er 1980 bei BMW einstieg. Zuletzt bekleidete er dort die Position des Vice President of Land Rover. Seinerzeit war das Unternehmen noch Teil der BMW Group. Mit dem Verkauf der Marke Land Rover an Ford im Jahr 2000 übernahm er neue Aufgaben bei der Ford Motor Company und verantwortete die Produktion, Qualitätssicherung sowie die Produktplanung der Premier Automotive Group (PAG). Im Jahr 2002 trat Speth als Vice President Operations in das internationale Industriegas- und Anlagenbauunternehmen Linde ein. Dort zeichnete er als Head of Global Operations verantwortlich für die weltweiten Aktivitäten und war dem Vorstandsvorsitzenden Wolfgang Reitzle unterstellt, der zuvor auch bei Ford als CEO von PAG sein Ansprechpartner gewesen war. Seit 2010 ist er Geschäftsführer bei Jaguar Land Rover und zudem Verwaltungsratsmitglied des Board of Directors von Tata Motors.

## Sonstiges
Speth ist verheiratet, hat zwei Kinder und lebt in Leamington Spa, Großbritannien, und in München, Deutschland.
Der Autoliebhaber ist Besitzer eines Jaguar XFR und eines Classic E-Type.
Im August 2019 nahm Speth die britische Staatsbürgerschaft an, womit seine 2015 ehrenhalber erfolgte Ernennung zum Knight Commander of the Order of the British Empire rechtlich wirksam wurde.
2020 wurde Speth in die Royal Society gewählt.